# Caballo de tiro

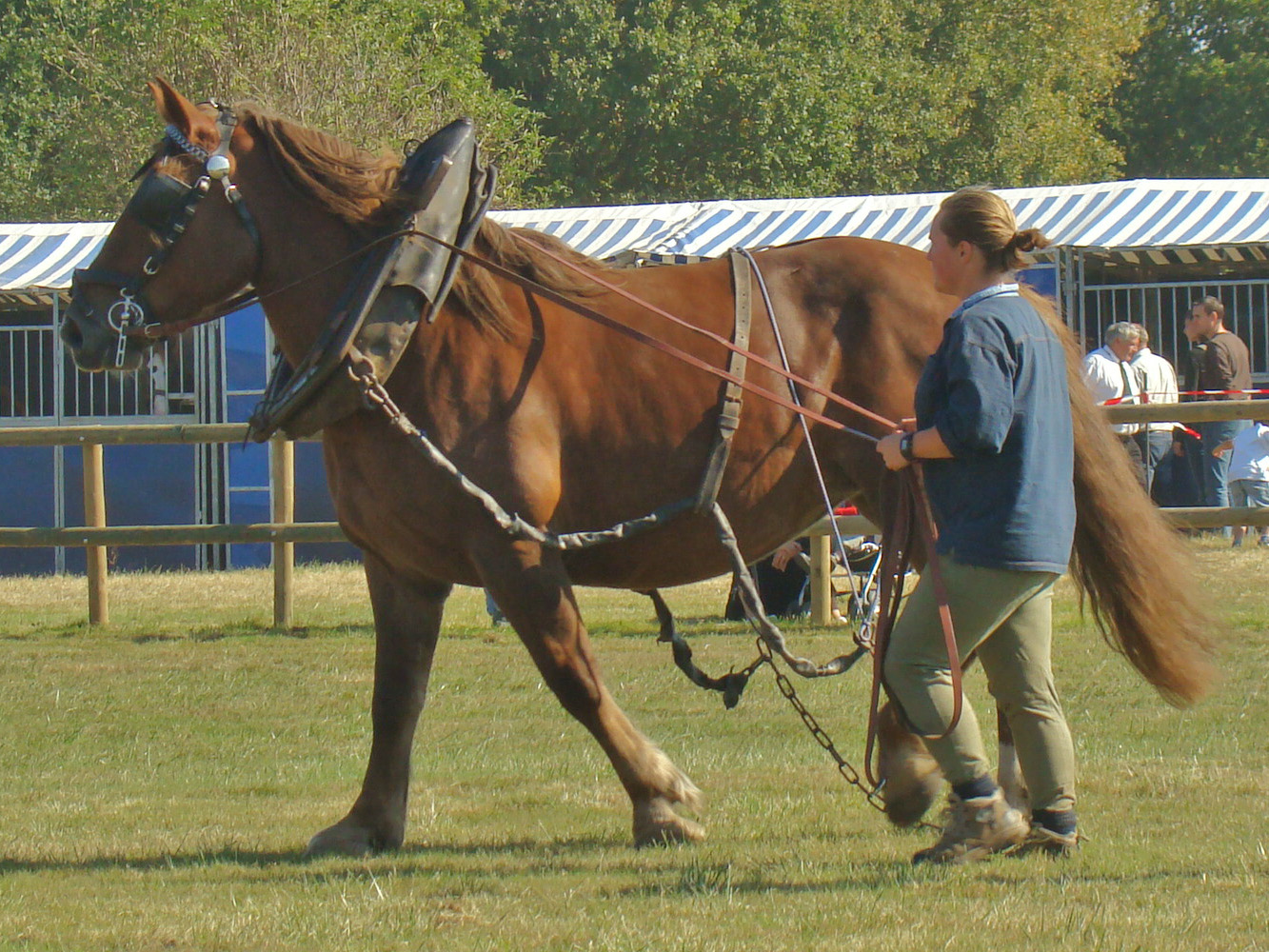
Caballo bretón con arnés.

El  caballo de tiro  es un caballo de trabajo usado por su capacidad de tracción. Los caballos de tiro se empleaban para labrar o arrastrar herramientas agrícolas y, como fuerza motriz, pegados a carros y carruajes. También se usaron caballos de tiro, en ciertos casos, para mover maquinaria pegados a un dispositivo mecánico apropiado.
Los usos tradicionales anteriores se refieren a animales de tiro pesado. También hay caballos de tiro ligero que permiten velocidades de desplazamiento superiores.
Un caballo de tiro exige un cuidado y una alimentación adecuadas en función del trabajo requerido. Los costes de mantenimiento, incluyendo el cambio de herraduras, pueden ser importantes.

## Historia
La mayoría de razas de caballos de tiro no existían antes del siglo XVIII. Las razas de tiro pesado fueron definiendo por selección a partir de las necesidades militares (artillería pesada), incorporándose a los trabajos agrícolas. El desarrollo de los caballos de tiro acompañó la revolución industrial y el perfeccionamiento de carruajes y maquinaria agrícola (en forma de utensilios sencillos o de verdaderas máquinas con motor animal).
En los países con canales y vías de comercio que hoy vemos desarrolladas, los "nuevos" caballos, más poderosos, se utilizaron en la sirga (y, a veces, para mover barcos con rampas, con el caballo a bordo y dispositivos mecánicos para transmitir la potencia al agua).
Cada región exigiría un estudio especial. En Francia hay ejemplos de departamentos donde tradicionalmente se empleaban los bueyes para trabajar el campo y caballitos ambladors ("bidés") para desplazarse que, con las nuevas necesidades sociales y la mejora o creación de una red de carreteras , pasaron a criar caballos de tiro y abandonaron el uso de los bueyes. (En el caso del percherón hay una obra que explica la evolución cronológica de los hechos).
En España no había caballos de tiro pesado hasta, prácticamente, el siglo XIX. Esto supuso que en Cataluña el caballo catalán fuera cruzado con sementales bretones hasta la práctica desaparición de la raza (que se transforma en el-mal-llamado hispano-bretón o  caballo pirenaico catalán  de tiro).

## El caballo como motor

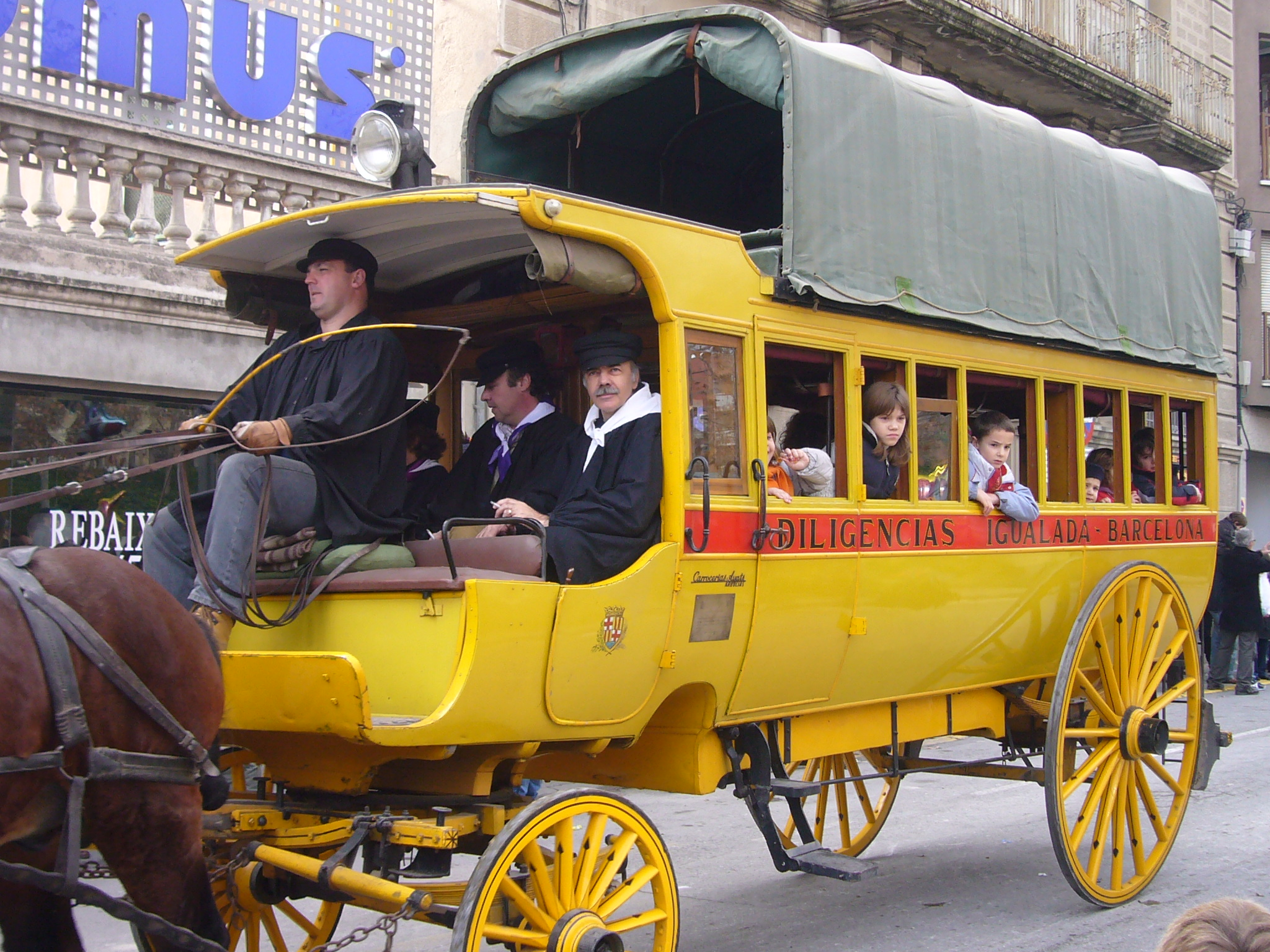
Diligencia que realizaba el trayecto Igualada - Barcelona. Se usa en los "Tres Tombs" organizados por el Antic Gremi de Traginers de Igualada

La capacidad de trabajo de un caballo ha interesado desde tiempos antiguos. Hay varios estudios de la época preindustrial que indican cifras comparativas y que permiten orientarse en este sentido.
La fuerza que puede hacer un caballo de tiro durante períodos cortos es proporcional a su peso. Para un caballo de 1000 kg es del orden de 500-900 kg. La fuerza sostenida que puede mantener el mismo caballo, marchando al paso y durante 8 horas al día (y 6 días a la semana) es de unos 30 Kgf (Kp).
La primera definición de la unidad de potencia mecánica, el caballo de vapor (CV), se basaba en la capacidad de trabajo de un caballo. Un motor de un caballo (1 CV) haría, según la definición, el mismo trabajo que un caballo real. Estudios recientes han confirmado esta equivalencia aproximada.
Para aprovechar la fuerza de tracción son imprescindibles unos adornos adecuados que transmitan el esfuerzo del caballo hasta el elemento receptor (carruaje o máquina). El elemento básico de las guarniciones es el collar.
Otro aspecto importante es el de la resistencia de rodadura. En el caso de un carruaje, un caballo de tiro pesado puede arrastrar por plan pesos diferentes según el tipo de rueda.
Una carreta con ruedas de madera y aros de hierro (llantas) arrastrada por dos o tres caballos supone un peso total máximo de 750 kg y una velocidad comercial de 4 km/h.
Seis caballos de artillería pueden arrastrar 1000 kg a la misma velocidad.
Con ruedas neumáticas la resistencia de rodadura es más pequeña y las cargas pueden ser más grandes. Si el carruaje se mueve sobre vías metálicas y ruedas también metálicas la carga aún puede ser mayor.

## Usos tradicionales

### Agricultura

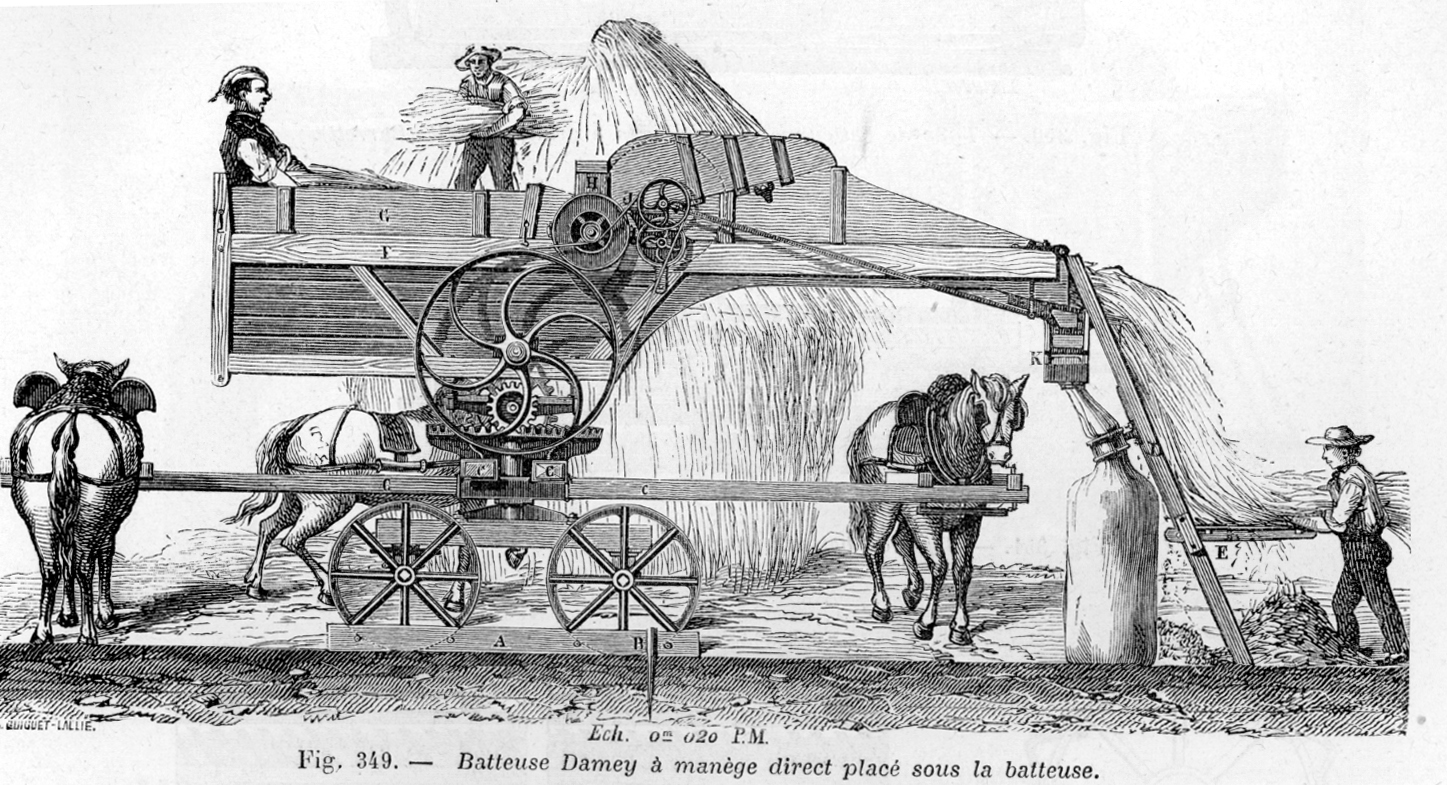
Máquina de batir cereales acantilados accionada por caballos.

Antes de la sustitución definitiva de caballos y mulas en tareas de cultivo en los países desarrollados, los caballos de tiro pesado utilizaron para labrar y para mover todo tipo de máquinas agrícolas. Incluyendo los transportes derivados de las explotaciones agrarias.
Un caso particular en tiempos modernos es el uso del caballo por parte de las comunidades Amish.

### Diligencias
Durante siglos los desplazamientos en Europa se efectuaban a caballo. Los caminos eran malos o no existían. La red viaria coincidía, prácticamente, con la que habían construido los romanos. Las personas con posibilidades económicas empleaban sufridos caballos ambladors (quartaus o "bidés"). Poco a poco el uso de carruajes se fue extendiendo y la construcción de carreteras entre las ciudades prrincipals se desarrolló. Esto permitió el establecimiento de líneas de diligencias entre localidades donde la demanda era importante.
En España en 1816 se fundó la "Sociedad de DILIGENCIAS de Cataluña". En 1818 consiguió el servicio Barcelona-Valencia. Que al año siguiente llegaba a Madrid. Las diligencias funcionaron en Igualada desde el 1828 hasta las inmediaciones de 1893, cuando llegó el ferrocarril a la ciudad. Salían de la rambla San Isidro, n º 1, de Igualada a las 4 de la madrugada y después de 9 horas de trayecto llegaban a la plaza de San Jaime de Barcelona, a la 1 del mediodía.
En las diligencias los caballos iban al trote, siempre que era posible y se cambiaban en las estaciones de postas. El tipo de caval empleado evolucionó hacia el "Postire", de tiro semipesada y semirápidos.

### Tranvías
En 1899 París disponía de una red de tranvías de 244 km tirados por 17.323 caballos.

### Transporte de mercancías
El transporte de mercancías con carruajes de caballos es bien conocido. En cada época y en cada región presenta características particulares que hay que analizar en función del aspecto que se quiera estudiar.
En Barcelona, hasta finales de la década de 1950 el servicio de recogida de la basura se hacía en carros tirados por caballos.
Los carruajes utilizados eran varios: carros, carretas, carrozas, tartanas, diligencias, ómnibus, galeras, piruetas, ordinarios, sulkis.
En Mallorca, antiguamente se hacía el transporte en una especie de trineos sin ruedas, o con carros de ruedas macizas (carros de cuerpo).

### Caballos de sirga
El transporte fluvial y por canales con embarcaciones estiradas por personas o animales data de épocas remotas.
En el río Ebro eran típicos los laúdes de sirga arrastrados por mulas desaparecidas en fecha relativamente reciente. En otros lugares la tradición era milenaria. Por ejemplo en China (los sirgadores del río Yang Tse, el Gran Canal ,...). En Francia
e Inglaterra el transporte de mercancías por ríos y canales con tracción animal fue muy importante antes y durante la revolución industrial.
La difusión de animales de tiro más grandes permitió su uso en estas actividades.
La sirga exige caminos de sirga adecuados que no son siempre factibles en todo el recorrido. El animal debe sufrir esfuerzos laterales y el tráfico forzoso por tramos sin camino, pisando suelos muy duros (a veces pedregosos y otras veces fangosos o llenos). La vida de un caballo de sirga era muy dura y sólo se podía soportar dos o tres años.

### Accionamiento de máquinas
El caballo fue utilizado como motor para accionar maquinaria y artefactos diversos: telares, molinos, prensas, trepixs, bombas de agua, etc. Uno o más caballos se firme a un cabestrante de eje vertical al cabo de barras relativamente largas dispuestas en forma radial. Cada animal caminaba en círculo haciendo una fuerza determinada (del orden de 20-40 Kgf). El producto de la fuerza por el radio es un "momento" (momento motor, par de fuerzas) que, combinado con las revoluciones, determina una potencia.

### Trabajos forestales
Una de las pocas tareas en que las caballos de tiro (y las mulas) son insustituibles es en el arrastre de troncos en terrenos difíciles.

## Tiro pesado

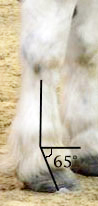
Cuartillas típico de un caballo de tiro, con un ángulo de 65 grados (más grande que el de un caballo de silla).

Todas las razas de caballos de tiro pesado tienen características similares. Son caballos de gran altura (desde 1,60 m hasta más de 1,80 m en la cruz) y de gran masa muscular (pesan desde 600 hasta más de 1000 kg). Tienen los hombros y los cuartillas reacios, lo que facilita que puedan ejercer esfuerzos de tracción pero que provocan movimientos verticales más violentos en la locomoción (son más incómodos para un eventual jinete). El esqueleto es reforzado y la musculatura bien desarrollada, con una grupa poderosa. Su morfología es brevilínea, con extremidades relativamente cortas.
El perfil de la cabeza es rectilíneo o convexo. Son, generalmente, de carácter muy tranquilo.

### Razas de tiro pesado
Hay razas de tiro muy antiguas, con registros consolidados y buenas perspectivas de futuro. También hay ejemplos de razas más modernas, sin registro (o con reglamentación poco adecuada) que están en peligro de extinción. Algunas de las razas de tiro pesado son las siguientes:
- American Cream
- Caballo belga de tiro
- Caballo boloñés ("boulonais")
- Caballo bretón
- Caballo Clydesdale
- Caballo Pirenaico Catalán[44]
- Caballo Shire
- Percherón
- Suffolk Punch

## Tiro semi-pesado rápido
Los caballos de tiro pesado trabajan en el paso mientras que algunos transportes (diligencias, artillería, cargas urgentes ,...) requieren desplazamientos más rápidos. Esto se consiguió con caballos más ligeros que pudieran desplazarse al trote, pero siempre del tipo de tiro. Ejemplos típicos fueron la variedad ligera del percherón (percherón pequeño o  percherón "Postire" ) y el subtipo correspondiente en el bretón ( bretón "Postire" ).
La marcha más rápida se consigue con un cansancio superior del caballos que exigía jornadas más cortas y, en caso necesario, reemplazando los caballos con un servicio de postas.

## Tiro ligero
El concepto de tiro ligero es convencional. Generalmente se asocia con carruajes ligeros, caballos también ligeros y velocidades de desplazamiento superiores a la de la marcha al paso (estimada en unos 4 km/h en el caso de tiro pesado).
Los aires más utilizados son el trote y el ambladura. En las carreras de carros de Grecia, Roma y Bizancio los caballos iban al galope.
Muchas razas y tipos de caballos son utilizados en el tiro ligero: Árabe, Morgan, Hackney, ... También son populares los enganches de ponis.
Caballos y ponis enganchados pueden competir en varios concursos de enganches. Una variedad de competición es la de las carreras de trotones y caballos ambladores.